# چاق (ترانه)
«چاق» (به انگلیسی: Fat) ترانه‌ای از ویرد ال یانکوویچ و پارودی قطعهٔ «بَد» اثر مایکل جکسون است. این دومین پارودی یانکوویچ برای یکی از آهنگ‌های جکسون بود. پیش از این او ترانهٔ «بخورش» را که تقلید طنزآمیز «بزن به چاک» است منتشر کرده بود. «چاق» اولین قطعه از پنجمین آلبوم استودیویی یانکویچ با نام حتی بدتر منتشر شده به‌سال ۱۹۸۸ میلادی است.
ویدئوی «چاق» در مراسم سال ۱۹۸۸ جوایز گرمی برندهٔ جایزهٔ گرمی «بهترین موزیک ویدئوی مفهومی» شده‌است. این ویدئو در همان ایستگاه مترویی فیلم‌برداری شده که ویدئوی «بَد» در آن‌جا ساخته شده بود.
در سال ۲۰۱۹ و پس از طرح ادعاهای عمومی بیشتر در مورد سوءاستفاده جنسی مایکل جکسون از کودکان، یانکوویچ اعلام کرد که موقتاً پارودی‌هایش از آثار جکسون را اجرا نخواهد کرد.

## موقعیت در جدول‌های فروش

### جدول‌های هفتگی
| چارت (۱۹۸۸)               | بالاترین جایگاه |
| ------------------------- | --------------- |
| جدول‌های ای‌آرآی‌ای استرالیا | ۱۱              |
| جدول تک‌آهنگ‌های کانادا     | ۸۰              |
| جدول موسیقی رسمی نیوزیلند | ۳               |
| جدول تک‌آهنگ‌های بریتانیا   | ۸۰              |
| ۱۰۰ آهنگ داغ بیلبورد      | ۹۹              |